# Meliosma grandiflora
Meliosma grandiflora är en tvåhjärtbladig växtart som beskrevs av Julius Sterling Morton och Alwyn Howard Gentry. Meliosma grandiflora ingår i släktet Meliosma och familjen Sabiaceae. Inga underarter finns listade.